# Diamond Princess (album de Trina)
Pour les articles homonymes, voir Diamond Princess.
Albums de Trina
Da Baddest Bitch
(2000) Glamorest Life
(2005)
Singles
1. No Panties
Sortie : 21 mai 2002
2. B R Right
Sortie : 8 septembre 2002

Diamond Princess est le deuxième album studio de Trina, sorti le 27 août 2002.
L'album s'est classé 5e au Top R&B/Hip-Hop Albums et 14e au Billboard 200. 

## Liste des titres
| No  | Titre                                                                     | Contient un (des) sample(s) de                                                               | Durée |
| --- | ------------------------------------------------------------------------- | -------------------------------------------------------------------------------------------- | ----- |
| 1.  | Intro - Sommore                                                           |                                                                                              | 0:52  |
| 2.  | Hustling (Produit par Signature)                                          | No More ?'S d'Eazy-E                                                                         | 2:54  |
| 3.  | Told Y'all (featuring Rick Ross – Produit par Cool & Dre)                 |                                                                                              | 3:14  |
| 4.  | Rewind That Back (featuring Missy Elliott – Produit par Supa)             |                                                                                              | 3:16  |
| 5.  | B R Right (featuring Ludacris – Produit par Kanye West)                   |                                                                                              | 4:22  |
| 6.  | U & Me (Produit par Cool & Dre)                                           | You and Me des O'Jays                                                                        | 4:07  |
| 7.  | Busted Skit                                                               |                                                                                              | 1:57  |
| 8.  | Nasty Bitch (featuring Money Mark Diggla – Produit par Signature)         |                                                                                              | 2:34  |
| 9.  | No Panties (featuring Tweet – Produit par Missy Elliott et Nisan Stewart) |                                                                                              | 2:46  |
| 10. | I Wanna Holla (featuring Deuce Poppi – Produit par Jim Jonsin)            |                                                                                              | 3:12  |
| 11. | How We Do (featuring Fabolous – Produit par Just Blaze)                   | I Just Wanna Love U (Give It 2 Me) de Jay-Z featuring Omillio Sparks, Pharrell et Shay Haley | 3:19  |
| 12. | Kandi (featuring Lil Brianna – Produit par Jim Jonsin)                    | Candy Girl de New Edition                                                                    | 3:09  |
| 13. | Ladies 1st (featuring Eve – Produit par Cool & Dre)                       |                                                                                              | 3:31  |
| 14. | Get This Money (Produit par Jim Jonsin)                                   |                                                                                              | 3:50  |
| 15. | 100% (Produit par Cool & Dre)                                             |                                                                                              | 4:13  |
| 16. | Do You Want Me? (featuring Bathgate – Produit par Kanye West)             |                                                                                              | 3:40  |
| 17. | Outro - Sommore                                                           |                                                                                              | 0:21  |